# Liste der Naturdenkmale in Mittelfischbach
Die Liste der Naturdenkmale in Mittelfischbach nennt die im Gemeindegebiet von Mittelfischbach ausgewiesenen Naturdenkmale (Stand 20. Mai 2024).

## Ehemalige Naturdenkmale
| Nr. | Bezeichnung | Lage                                         | Beschreibung                                         | Bild                                    |
| --- | ----------- | -------------------------------------------- | ---------------------------------------------------- | --------------------------------------- |
|     | Sommerlinde | nordöstlich des Ortes, auf dem Friedhof Lage | Tilia platyphyllos; Rechtsverordnung 2013 aufgehoben | Direkt Bild zu diesem Denkmal hochladen |